# Kim Min-woo
Kim Min-woo (ur. 25 lutego 1990 w Seulu) – południowokoreański piłkarz występujący na pozycji pomocnika w japońskim klubie Sagan Tosu oraz w reprezentacji Korei Południowej. Został powołany do kadry na Puchar Azji 2015.